# Michel Cantacuzène (mort en 1264)
Michel Cantacuzène (mort en 1264) était megas konostablos de l’Empire byzantin sous le règne de l’Empereur Michel VIII Paléologue. 
Selon Georges Pachymère, Michel Cantacuzène faisait partie des officiers commandés par Jean Paléologue, que l’Empereur Michel envoya en 1263 en campagne contre Michel II, despote d'Épire. Après cette campagne, Michel Cantacuzène fut créé megas konostaulos ou « Grand Constable ».
La Chronique de Morée mentionne un Cantacuzène, au prénom inconnu, qui fut képhale ou gouverneur de la province byzantine du Péloponnèse en 1262. Ce Cantacuzène transmit les rapports de l’agression de Guillaume II de Villehardouin, ce qui amena Michel VIII à envoyer une armée dans le Péloponnèse contre Guillaume. C’était un soldat renommé et sa mort au début de la Bataille de Makryplági eut un effet démoralisant côté byzantin, qui fut à l’origine de leur défaite. Donald MacGillivray Nicol note qu’il est « tentant d’identifier ce Cantacuzène anonyme du Péloponnèse avec le Michel Cantacuzène » envoyé contre Michel II d'Épire, mais il admet que cette identification pose certaines difficultés. Néanmoins, les anciens ouvrages admettent souvent cette identification.
Michel pourrait aussi être le grand-père de Jean VI Cantacuzène, si l’on se base sur la version aragonaise de la Chronique de Morée. Nicol observe que « [l]e père du futur Empereur Jean VI est connu pour avoir lui-même été gouverneur byzantin du Péloponnèse. »

## Sources
- Geanakoplos, Deno John. Emperor Michel Palaeologus and the West, 1258–1282 - A Study in Byzantine-Latin Relations, 1959, Cambridge, Massachusetts, Harvard University Press.
- Longnon, Jean. The Frankish States in Greece, 1204–1311, p. 234–275 in Wolff, Robert Lee & Hazard, Harry W. A History of the Crusades, Volume II: The Later Crusades, 1189–1311, 1969, University of Wisconsin Press.
- Nicol, Donald M. The Byzantine Family of Cantacuzène (Cantacuzenus) ca. 1100-1460: a Genealogical and Prosopographical Study, 1968, Washington, DC, Dumbarton Oaks